# Erica Campbell
Erica Rose Campbell, född 12 maj 1981 i Deerfield, New Hampshire, USA, är en amerikansk nakenmodell.